# Lordomyrma nigra
Lordomyrma nigra är en myrart som beskrevs av Horace Donisthorpe 1941. Lordomyrma nigra ingår i släktet Lordomyrma och familjen myror. Inga underarter finns listade i Catalogue of Life.